# Osaka Monorail

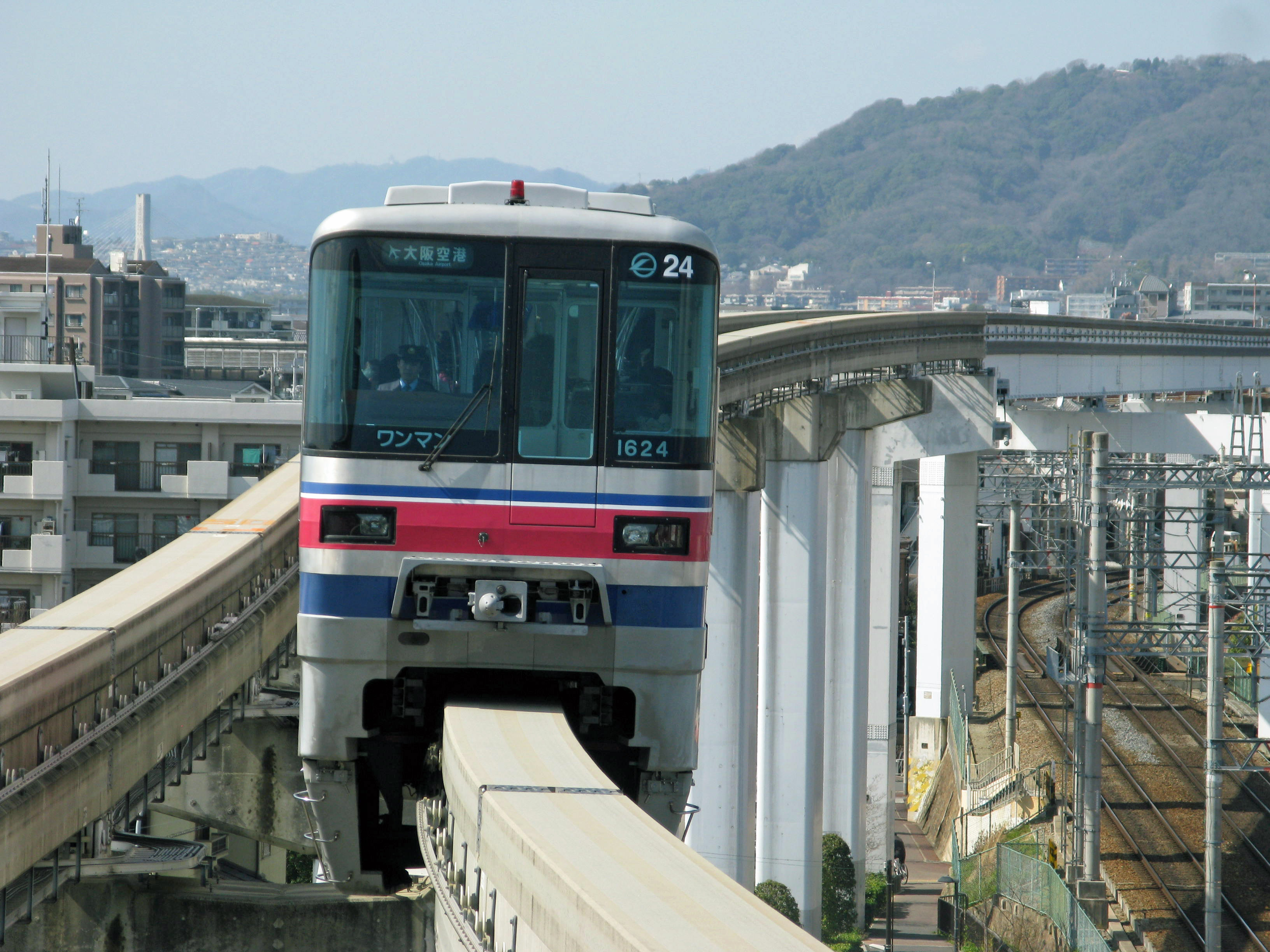
Tåg vid Hotarugaike station

Osaka Monorail (大阪モノレール, Ōsaka Monorēru) är ett monorail-system på 28 km med två linjer i Osaka prefektur, Japan. Det öppnade 1990. Monorailen sträcker sig från Osaka flygplats, även kallad Itami, i väster till Kadoma-shi i sydöst. Vid Bampakukinenkōen-stationen på öst-västliga linjen finns en gren norrut mot Saito-nishi. 